# Rose English
Rose English née en 1950 est une artiste et performeuse féministe britannique travaillant la performance, l'installation, le théâtre, la danse et le cinéma. Elle fait partie de la scène artistique féministe des années 1980.

## Biographie
Rose English écrit, met en scène et interprète ses œuvres depuis les années 1970. Les spectacles de Rose English vont de la performance solo dans les années 1970 à des spectacles à grande échelle dans les années 1990. Elle fait appel à des musiciens, danseurs, artistes de cirque, magiciens.
Dans les années 1970 et au début des années 1980, Rose English collabore étroitement avec Sally Potter et Jacky Lansley. Toutes trois questionnent le rôle des femmes en tant qu'icônes à travers l'histoire.
En 1973, elle réalise Porcelain Dancer. Il s'agit de figurines très colorées en porcelaine représentant des danseuses nues à la vulve ouverte.
En 1975, Rose English réalise la performance qu'elle nomme Quadrille, lors de la manifestation d'épreuves équestres : le Southampton Horse Show. Pour cela, elle délimite un rectangle avec quatre boîtes blanches sur le sol. Des figurines représentant des chevaux blancs sont placées sur le périmètre du rectangle. Six danseuses, portant une queue en crin de cheval à la taille, des sabots, des tuniques faites de couvertures de chevaux, chorégraphient une compétition de dressage. Cette performance explore la fétichisation du corps des femmes et questionne les constructions culturelles oppressives.
En 1977, Rose English présente Mounting, au Museum of Modern Art d'Oxford. Cette performance questionne les structures patriarcales du monde de l'art à travers l'examen des peintures de Frank Stella. Les personnages de la performance imitent les personnages de West Side Story.
En 1983, elle écrit le scénario avec Lindsay Cooper et Sally Potter du long métrage féministe The Gold Diggers. Le film est réalisé par une équipe entièrement féminine, avec les photographies de Babette Mangolte et la musique de Lindsay Cooper. Il raconte l'histoire de Céleste, informaticienne dans une banque, fascinée par la relation entre l'argent et le pouvoir et Ruby une star de cinéma à la recherche de sa propre identité.
En 1992, dans My Mathematics, Rose English interprète une danseuse de revue qui tente de faire participer son cheval à un concours.
Lors de la Biennale de Liverpool en 2006, Rose English conçoit une performance avec une danseuse. Celle-ci est allongée sur le ventre. Elle porte des plateaux de verres à champagne en pyramide sur la plante de ses pieds, la paume de ses mains et son front. Son corps est un arbre, un candélabre, un support.
En 2007, les performances de Rose English sont présentes dans l'exposition WACK! Art and the Feminist Revolution au Museum of Contemporary Art de Los Angeles.
En 2015, une rétrospective présente son travail en 2015, au Camden Arts Center.
En 2019, la rétrospective Form, Feminisms, Femininities met en exergue les premières œuvres de Rose English avec les réalisations plus tardives.

## Rétrospectives
- Lost in Music, Newcastle, 2008
- A Premonition of the Act, Camden Arts Centre, Londres, 2015[8]
- Rose English: The Eros of Understanding, Kunsthal Charlottenborg, Copenhague, 2015
- Form, Feminisms, Femininities, Richard Saltoun Gallery, Londres, 2019[9]
- Part II: The Pioneers, Richard Saltoun Gallery, Londres, 2021

## Prix
- Wingate Scholarship, 1998 [10]
- prix Paul Hamlyn pour les artistes, 2014[11]